# John Wilkinson Taylor
John Wilkinson Taylor, né le 2 septembre 1906 à Covington (Kentucky) et mort le 11 décembre 2001 à Denver, est un homme politique américain, directeur général par intérim de l'UNESCO de 1952 à 1953.